# Савва (Тихомиров)
Архиепископ Са́вва (в миру Иван Михайлович Тихоми́ров; 15 [27] марта 1819, Палех, Владимирская губерния — 13 [25] октября 1896, Тверь) — епископ Русской православной церкви, архиепископ Тверской и Кашинский. Церковный археолог.

## Биография
Родился 15 (27) марта 1819 года в семье пономаря села Палех (Вязниковский уезд, Владимирская губерния) — спустя 1,5 месяца после смерти отца. Мать, Стефанида Ивановна с тремя дочерьми, переехала на свою родину — в село Горицы Шуйского уезда, где у неё и родился сын.
В 1827 году начал учиться в Шуйском приходском училище, где — не имевший до этого фамилии — получил фамилию своего двоюродного брата — Тихомиров.
В одиннадцать лет он стал круглым сиротой, лишившись 14 марта 1830 года матери, умершей от простуды. Жил на казённое содержание по 60 рублей в год, назначенное за отличные успехи и поведение. В 1834 году он начал учиться во Владимирской духовной семинарии. При окончании семинарского курса в 1840 году он опасно заболел и вместо него в Московскую духовную академию был отправлен другой выпускник. Священнических вакансий не было, и ему удалось устроиться на должность смотрителя семинарской больницы за два рубля в месяц, с правом жить при больнице и пользоваться столом.
В 1841 году он был определён учителем в Муромское приходское училище, 12 января 1842 года женился, 18 января был рукоположён во диаконы, а 25 января — во священника при Муромском Богородицком соборе (с оставлением при учительской должности). С марта 1843 года был учителем по классу греческого языка, катехизиса, арифметики и церковного устава Муромского духовного уездного училища.
Овдовев в апреле 1845 года, он решил продолжить образование и в августе 1846 года поступил в Московскую духовную академию. Во время обучения, 1 октября 1848 года, в день Покрова Пресвятой Богородицы (престольный праздник академического храма) и на память преподобного Саввы Вишерского, ректором академии архимандритом Алексием (Ржаницыным) он был пострижен в монашество с именем Савва. Бывший в то время бакалавром академии Леонид (Краснопевков), отмечал:

… приметен был один молодой священник с светлыми волосами, чрезвычайной худобы в теле, и с приятною смесью чего-то кроткого, серьёзного и добродушного в лице. Его, переходящего с книгами от шкафа к шкафу, и его короткую рясу я врезал в память навсегда… Лекции мои он посещал усердно и слушал внимательно.

В 1850 году окончил академический курс со степенью магистра богословия и в августе по избранию митрополита Московского Филарета (Дроздов) был назначен синодальным ризничим и настоятелем церкви Двенадцати апостолов.
15 мая 1855 года он был возведён в сан архимандрита. В этом же году был издан составленный им «Указатель для обозрения Московской Патриаршей (ныне Синодальной) ризницы и библиотеки», впоследствии неоднократно пополнявшийся и переиздававшийся. Этот труд доставил автору известность в церковно-археологической науке и был удостоен в 1859 году Демидовской премии (714 рублей).

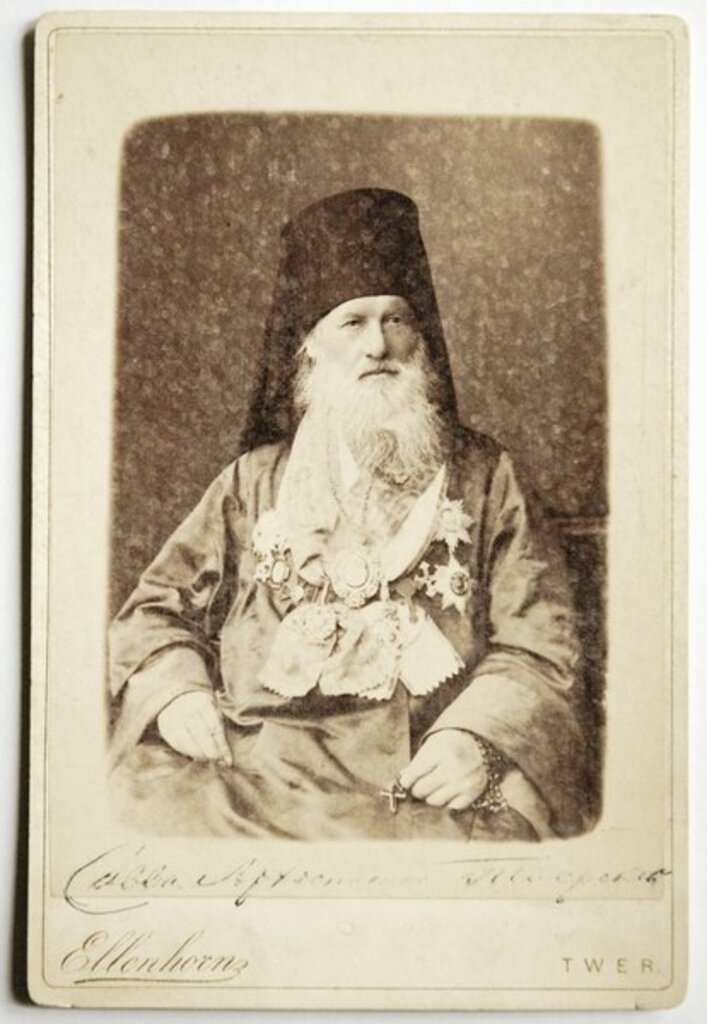
Савва (Тихомиров), архиепископ Тверской

18 мая 1859 года архимандрит Савва был назначен ректором Московской духовной семинарии, сменив на должности Леонида (Краснопевкова). Одновременно он стал членом Московской духовной консистории; 22 марта 1860 года он был избран членом-корреспондентом Императорского Русского археологического общества. Его деятельность была отмечена орденом Святой Анны 2-й степени.
21 января 1861 года определением Святейшего синода был назначен ректором Московской духовной академии (после архимандрита Сергия (Ляпидевского) и настоятелем Высоко-Петровского монастыря с оставлением членом консистории.
4 ноября 1862 года в Большом Успенском соборе архимандрит Савва был хиротонисан во епископа Можайского, второго викария Московской епархии, став первым епископом с таким титулом по возобновлении викариатства (в пределах Московской епархии).
Попечению второго викария были подчинены церкви и монастыри, входившие в круг ведомства Можайского духовного правления. Он посещал церкви и монастыри своего района, обозревал по поручению митрополита духовные заведения, следил за решением дел в консистории и докладывал их митрополиту. В октябре 1864 года он был избран в действительные члены Московского археологического общества; 4 апреля 1865 года награждён орденом Святого Владимира 3-й степени.
С 17 июня 1866 года — епископ Полоцкий и Витебский.
Когда епископ Савва был назначен в Витебск, митрополит Московский Филарет с чувством искренней любви и слезами, сказал о нём: «Отнимают у меня правую руку, моего викария, лучшего моего помощника».
Служение в Белоруссии было нелёгким. Недавно воссоединённая из унии, бедная средствами духовным и материальными, епархия эта стоила епископу Савве многих забот и огорчений. Храмы были бедны и неблаголепны, монастыри с малым числом братии и со скудными средствами, народ по местам придерживался унии. За девятилетнее управление епархией он успел обновить многие церкви, украсить их иконами и ризницами, умножить монашествующих в обителях.
С 7 декабря 1874 года — епископ Харьковский и Ахтырский.
С 23 апреля 1879 года — епископ Тверской и Кашинский; 20 апреля 1880 года возведён в сан архиепископа; 15 марта 1883 года пожалован орденом Святого Александра Невского, а 5 апреля 1887 году к этому ордену получил бриллиантовые знаки. Наконец, в мае 1896 года — ко дню коронования Николая II, он был удостоен редкой награды — бриллиантового креста для ношения на клобуке.
При управлении этими кафедрами не покидал своей учёной деятельности и в 1894 году был удостоен степени доктора церковной истории.
В начале 1896 года в Москве ему была сделана операция, улучшившая его зрение. В сентябре этого же года его состояние ухудшилось, 16 сентября над ним было совершено таинство елеосвящения и с этого момента до смерти 13 октября 1896 года его жизнь поддерживалась искусственно. Похоронен был в Твери 17 октября.